# I-Juca-Pirama
I-Juca-Pirama – poemat epicki brazylijskiego poety romantycznego Antônia Gonçalvesa Diasa, opublikowany w 1851. Tytuł jest wyrażony w języku indiańskim i znaczy: Ten, który musi umrzeć.

## Autor
Antônio Gonçalves Dias (1823-1864) był poetą brazylijskim, synem Portugalczyka i Brazylijki pochodzenia afrykańsko-indiańskiego. Z tego względu interesował się kulturą Indian i ich tradycyjnymi, przekazywanymi z pokolenia na pokolenie opowieściami. Twórczość Gonçalvesa Diasa stanowi jedno z ważniejszych zjawisk brazylijskiego romantyzmu, a zarazem jest przykładem wykorzystania w portugalskojęzycznej literaturze Brazylii podań rdzennych mieszkańców kontynentu południowoamerykańskiego.

## Forma
Poemat składa się z dziesięciu pieśni i liczy 484 wersy. Utwór jest napisany przy użyciu różnych form wiersza i strof. Na przykład w części pierwszej strofy rymują się aabccb, a w części drugiej aabb.  
No meio das tabas de amenos verdores,

Cercadas de troncos — cobertos de flores,

Alteiam-se os tetos d’altiva nação;

São muitos seus filhos, nos ânimos fortes,

Temíveis na guerra, que em densas coortes

Assombram das matas a imensa extensão.

## Treść
Poemat opowiada historię indiańskiego wojownika z plemienia Tupi, który został wzięty do niewoli przez oddział plemienia Timbira, praktykującego kanibalizm, i miał być przez nich złożony w ofierze. On jednak błagał ich o pozostawienie go przy życiu, żeby mógł wrócić do domu i zająć się swoim starym i niewidomym ojcem. Timbirowie przystali na to. Ojciec bohatera nie wyraził jednak radości z jego powrotu i przeklął go jako tchórza, który sprowadził hańbę na całe plemię. Wtedy wojownik oddał się w ręce Timbirów, żeby zginąć w ich obrzędzie. Oni jednak nie byli zainteresowani poświęceniem na ofiarę kogoś uznanego za niehonorowego. Dlatego młody mężczyzna rzucił się na nich, żeby udowodnić swoje męstwo.